# 보니 블레어
보니 캐슬린 블레어(Bonnie Kathleen Blair, 1964년 3월 18일~)는 미국의 여자 스피드 스케이팅 선수이다.
1984년 동계 올림픽에 처음 참가하였다. 1988년 동계 올림픽 500m 금메달·1000m 동메달을 획득하였다. 1992년 동계 올림픽과 1994년 동계 올림픽에서 연속으로 500m와 1000m 두 종목에서 금메달을 획득하였다. 그 외에 세계 스프린트 선수권 대회에서 세 차례 우승한, 가장 뛰어난 업적을 남긴 여자 단거리 스피드 스케이팅 선수 중 하나이다.

## 같이 보기
- 올림픽 다관왕 목록